# Чуваська центральна рада

Розселення чувашів у Російській імперії. Чуваська центральна рада претендувала на роль представницького органу усіх чувашів Російської республіки

Чуваська центральна рада «Канаш» (чув. Чăваш халăхĕн Аслă Канашĕ, рос. Чувашский центральный совет "Канаш") — громадсько-політична організація, орган влади чуваського народу у 1918 році.

## Передісторія
У червні 1917 проведений Загальночуваський національний з'їзд, на якому було заявлено про бажаність перетворення Росії на федеративну республіку. Під час з'їзду, що зібрав приблизно 700–800 делегатів, також було утворене Чуваське національне товариство.
Товариство займалося в основному культурно-просвітницькою діяльністю, видавало газету «Хыпар», а у соціальній політиці — підтримувало програму правих есерів. У співпраці з есерами був підготовлений чуваський виборчий список до Установчих зборів, по якому було обрано кілька депутатів.

## Центральна чуваська військова рада
У січні 1918 відбувся Загальноросійський чуваський військовий з'їзд, на якому було обрано Центральну чуваську військову раду. До ради увійшли представники чуваських військових комітетів, депутати Загальноросійських установчих зборів, члени політичних організацій — Чуваської національно-соціалістичної партії, лівих та правих есерів.
Через відмінність у представлених соціальних прошарках, військова рада була помітно лівішою за ЧНТ.
Передбачалося, що військова рада має вести перемовини про входження чувашів до Штату Ідель-Урал, створити чуваські війська, вести просвітницьку діяльність, брати участь у вирішенні господарчих питань, скликати загальночуваські установчі збори, а після створення Ідель-Уралу — сформувати Чуваську народну раду (Канаш).
Військова рада не підтримала пропозицію правих есерів щодо збройного захисту Установчих зборів, розігнаних більшовиками.

## Чуваська центральна рада
Більшовики виступили проти створення Ідель-Уралу, планувався розпуск військових організацій у зв'язку з ліквідацією царської армії, і у лютому 1918 року на базі військової ради була створена Чуваська центральна рада, до якої не були допущені праві есери.
Чуваська центральна рада претендувала на роль центральної організації чуваського народу, займалася як національними, так і господарськими справами, співпрацювала як із земствами, так і з радами. Рада видавала газету «Канаш» на базі захопленої військовою радою редакції газети «Хыпар».
Раду було ліквідовано після створення Комісаріату у чуваських справах при Казанській губернській раді.

## Подальші події

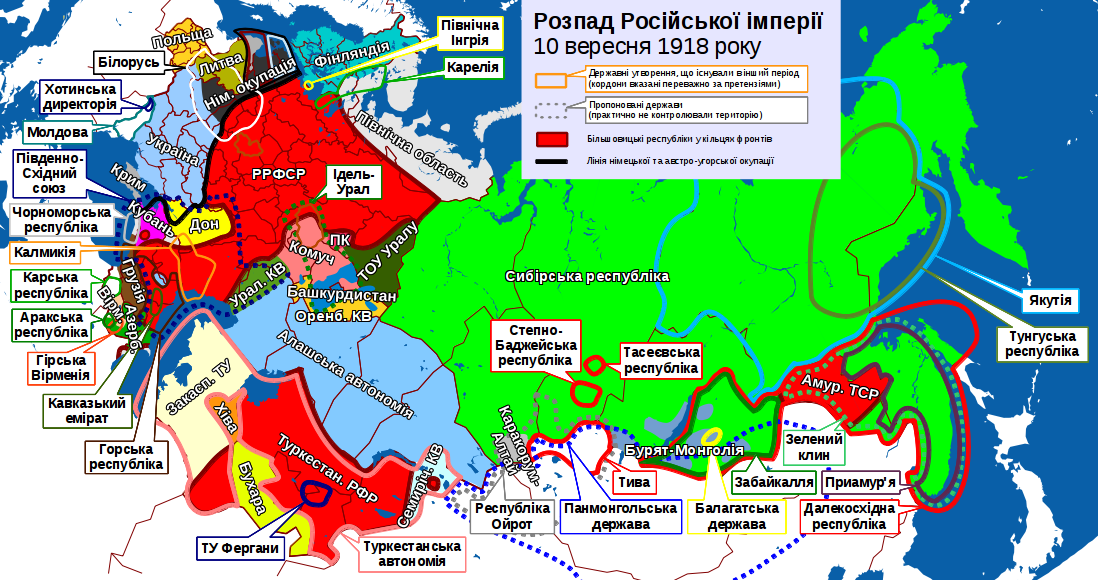
У серпні-вересні 1918 року по території розселення чувашів проходив фронт між РРФСР та Комучем

Чуваська національно-соціалістична партія розпалася влітку 1918 року, коли її члени підтримали різні сторони Громадянської війни — більшовиків та Комуч.
Паралельно з Радою діяв Чуваський лівий соціалістичний комітет, який розпався після повстання лівих есерів. Деякі члени комітету у вересні 1918 утворили ще більш лівий та близький до більшовиків Чуваський комуністичний комітет, який до кінця року врешті-решт увійшов до РКП(б). Розпочалася робота над створенням чуваської автономії.

## Символіка

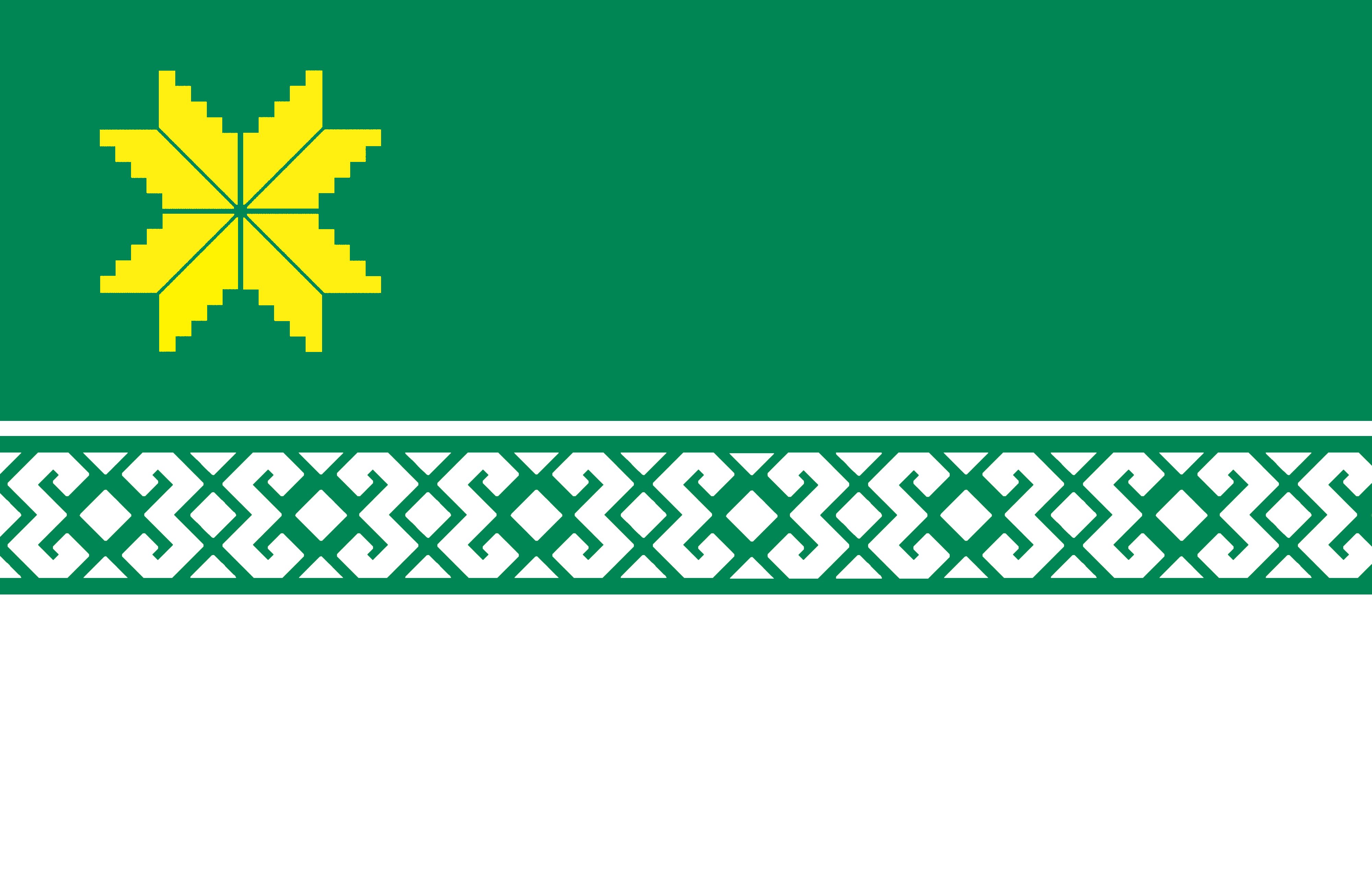
Реконструкція прапору Чувашії 1918 року

Перший чуваський національний з'їзд постановив почати розробку прапору Чувашії. Було створено декілька проєктів, один з яких був затверджений на військовому з'їзді у січні 1918 року.
За затвердженим проєктом прапор мав бути біколором зеленого та білого з жовтуватим відтінком кольорів з національними візерунками. Також було запропоновано розмістити зображення сонця у куті на зеленому фоні. Зображення або дані про кольорові пропорції прапору не збереглися. Цей прапор з доданням напису (назви військової частини) використовувався також як символ 1-го Чуваського національного полку, що створювався у той час.
«Чуваський гімн» вперше був виконаний 14 січня 1918 року після прем'єри національної театральної вистави, і швидко набув популярності. Його склав керівник чуваського хору в м. Казань Т. Д. Алексеєв на музику пісні композитора А.Т Гречанинова «Да здравствует Россия, свободная страна». Зберігся тільки російський переклад гімну:
| Чуваський гімн (рос. переклад) |
| --- |
| Слава живущему издревле чувашу, Слава великому в веках народу! Дружно беритесь за работу, За построение жизни новой. Пусть зазеленеют твои поля И морем волнуются хлеба. Народ, преодолев темноту, Умом поднимается высоко. Тогда и слава его труду Солнцем засияет высоко! |